# Sakramentshaus (Marquette-en-Ostrevant)

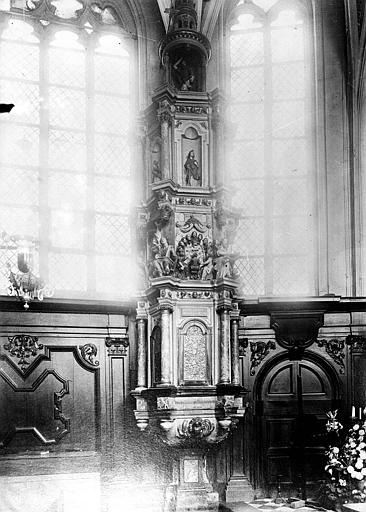
Sakramentshaus in Marquette-en-Ostrevant

Das Sakramentshaus in der Kirche St-Martin von Marquette-en-Ostrevant, einer französischen Gemeinde im Département Nord in der Region Hauts-de-France, wurde 1648 geschaffen. Das Sakramentshaus aus schwarzem und rotem Marmor wurde im Jahr 1907 als Monument historique in die Liste der denkmalgeschützten Objekte (Base Palissy) in Frankreich aufgenommen.
Das 7,20 Meter hohe Sakramentshaus an der Wand des Chors ist über der Tür des Tabernakels mit der Jahreszahl 1648 bezeichnet. Es besteht aus fünf Ebenen, die in sechs Teile durch Säulen gegliedert sind. Der Tabernakel aus Eichenholz wurde 1793 geschaffen, wie auf dem goldenen Medaillon eingraviert wurde.  